# Болалар
«Болалар» (узб. Bolalar) — узбекская поп-рок-группа из Ташкента, созданная в 1989 году Баходиром Пулатовым и Тохиром Садыковым. 

## История
Группа основана в 1989 году Тахиром Садыковым, Русланом Шариповым и Баходиром Пулатовым.
Первой песней группы стал хит «Эсингдами сенинг». Такое же название получил первый альбом, выход которого состоялся в 1992 году. 
В 2017 году вышла документальный фильм про группу. 
На 2009 год Садыков и группа «Болалар» выпустили более 280 композиций, 10 клипов и 28 альбомов. 

## Оценки
«Болалар» признаются критиками как одна из наиболее успешных узбекских групп как в творческом, так и в коммерческом смысле. 
Группа является одной из немногих центральноазиатских групп, выступавших в США и выпустивших альбомы на iTunes. 
«Болалар» были признаны «Лучшей группой в жанре современной эстрадной музыки» и получили награду «Tarona» в 2001 и 2002 годах. В 2001 году они получили еще одну премию «Tarona» за «Лучшую песню» за композицию «Керак эмас».
Группу «Болалар» вместе с советской группой «Ласковый май», творчество которой оказало влияние на «Болалар», часто называют «легендами 1990-х годов».

## Состав
Первоначальный (1989 год) состав: Хусана Садыкова, Тоира Одилова, Наргиз Закировой, Джавохира Закирова, Руслана Шарипова и Баходира Пулатова. 
На 2009 год имела состав: Тахир Садыков (вокал, ритм-гитара), Тимур Гайнутдинов (гитара), Бахтияр Нурматов (бас), Тофик Мордухаев (ударные) и Вагиф Закиров (клавишные, музыка, аранжировка).